# غياث الدين تغلق
غياث الدين تُغْلُق  ويسمي أيضا «غازي مالك» هو من حكام الهند المشهورين، تركي الأصل، تولى الحكم سنة 1320م/ 720 هـ إلي 1325م/725 هـ، ويعتبر مؤسس السلالة التغلقية التي حكمت الهند قرابة قرن من الزمان بسلطنة دلهي.

## بداية حكمه
بدأ حياته جنديا بسيطا، وظل يرتقى بجده واجتهاده حتى بلغ مرتبة القيادة. وما لبث أن لمع نجمه إبان حكم السلطان علاء الدين الخلجي، حتي أصبح حاكم لمقاطعة ديبالبور en (بباكستان الآن)، وحينها ساهم بجهود بارزة في دفع المغول الالجغتائيين عن الحدود الغربية بمساعدة 10 ألاف رجل ارسلهم له السلطان الخلجي. حتي سيطر علي أوچ شریف en وملتان والسند وفي أثناء تلك الحملة توفي السلطان علاءالدين الخلجي واثبت أولاده فشلهم في تولي شئون السلطنة، تم عزل ابن علاء الدين الخلجي «قطب الدين مبارك شاه»en من عرش دلهي علي يد خسرو خان en . لكنه كان لا يتمتع بالشعبية لدى النبلاء المسلمين بسبب نظرة التسامح لديه تجاه الهندوس. قام غازي مالك ومعه ابنه فخر مالك بجمع قوات السند وملتان وأطاح بخسرو خان. في 1320 توج غازي مالك باسم سلطان دلهي بلقب غياث الدين تغلق وابنه فخر مالك نال لقب محمد شاه تغلق.

## الحكم
أسس السلالة التغلقية وملك على سلطنة دلهي من 1320م إلي 1325م. وكانت سياسة غياث قاسية تجاه المغول، وكان قد قتل المبعوثين من أولجايتو ومعاقبة السجناء المغول بقسوة، وقد خاض العديد من المعارك ضدهم وهزمهم سنة 1305م في معركة أمروها. عندما انصرف غياث تغلق من ملتان إلى دلهي، قبيلة سومرو تمردت واستولت علي ثاتا، غياث الدين تغلق عين تاج الدين مالك منصب حاكم لملتان وخواجه خاطر حاكما لبهكار en وترك مالك علي شير مسؤولا عن سهوان en في 1323 عين ابنه محمد شاه وريثه وخليفته وأخذ تعهد خطي أو الاتفاق على هذا الترتيب من الوزراء والنبلاء للدولة.
كما بدأ بناء قلعة تغلق آباد en .

## وفاته
في 1324 تحول اهتمام تغلق نحو البنغال، التي تشتعل بها حرباً أهلية. بعد انتصاره عين ناصر الدين على عرش ولاية البنغال الغربية كدولة تابعة، وقام بحملة للقضاء على سلطنة لاخناوتي وضم بنغال الشرقية. وفي طريق عودته إلي دلهي غزا ترهوت (شمال ولاية بهار). في أفغانبور في يوليو 1325م /725 هـ، انهار الفسطاط الخشبي المعد لاستقباله، الذي تسبب بقتله هو وإبنه الثاني الأمير محمود خان. زعم ابن بطوطة وجود مؤامرة، دبرها وريثه المحتمل محمد تغلق.